# Beef Island
Pour les articles homonymes, voir Île Beef.
Beef Island est une île des îles Vierges britanniques. Elle est située en mer des Caraïbes, à l'est de Tortola, les deux îles étant reliées par le Queen Elizabeth Bridge. Beef Island accueille l'aéroport international Terrance B. Lettsome, l'aéroport commercial principal, qui dessert Tortola et le reste des îles Vierges britanniques.
Trellis Bay est à quelques pas à l'est de l'aéroport. Trellis Bay est une petite ville qui possède un marché, un restaurant, un café, quelques ateliers locaux, et une plage. Long Bay est situé à l'ouest de l'aéroport.

## Controverses
En 2007, un développement majeur sur Beef Island fut retardé à la suite d'actions de la part d'un groupe environnemental se nommant British Virgin Islands Conservation Group. L'hôtel cinq étoiles comprenant un terrain de golf et une marina devait être construit non loin de Hans Creek, au sud-est de l'île. Après un contrôle de constitutionnalité, la cour des îles Vierges britanniques a suspendu le projet jusqu'à ce que le projet soit examiné.